# Cot Uteuenlinteueng
Cot Uteuenlinteueng är ett berg i Indonesien.   Det ligger i provinsen Aceh, i den västra delen av landet, 1 800 km nordväst om huvudstaden Jakarta. Toppen på Cot Uteuenlinteueng är 395 meter över havet.
Terrängen runt Cot Uteuenlinteueng är huvudsakligen kuperad, men åt sydväst är den platt.Runt Cot Uteuenlinteueng är det glesbefolkat, med 14 invånare per kvadratkilometer. Närmaste större samhälle är Banda Aceh, 19,8 km väster om Cot Uteuenlinteueng. I omgivningarna runt Cot Uteuenlinteueng växer i huvudsak städsegrön lövskog.